# سهل حران

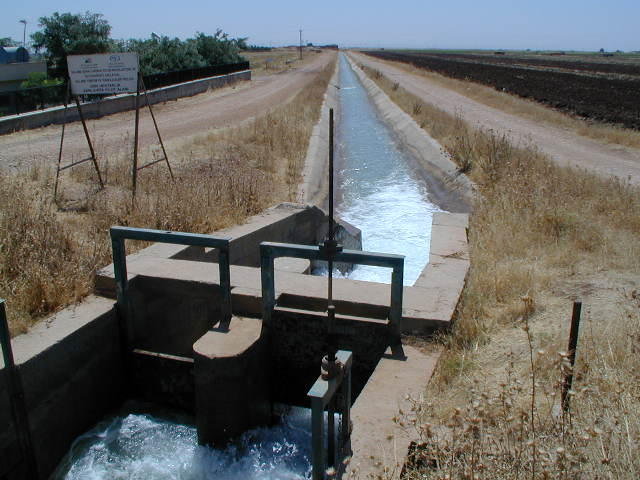
قناة حران ضمن مشروع جنوب شرق الأناضول الإنمائي

سهل حران سهل فسيح يقع عند بلدة حران التركية في منطقة الجزيرة الفراتية. تتبع المنطقة إداريًا محافظة أورفة. جفت مياه الأنهار التي كان يستغلها المزارعون، ولكن إنشاء سد أتاتورك عند أعالي الفرات ودجلة وفر الماء ضمن مشروع جنوب شرق الأناضول لري الأراضي الزراعية الخصبة، حيث يتوفر ما يقرب من 1.7 مليون هكتار من الأراضي المنبسطة نسبياً والتي تحتاج إلى الماء بصورة ماسة لتطويرها. تزرع في المنطقة الحبوب وأشجار الفاكهة (مثل اللوز).

## التاريخ
كان سهل حران يتبع الدولة العثمانية حتى نهاية الحرب العالمية الثانية حيث هزمت الدولة العثمانية واستولت قوات الحلفاء على الشام والعراق فيما وقعت الدولة العثمانية اتفاقية الهدنة في 30 أكتوبر 1918 وأصبح سهل حران ضمن أراضي المملكة السورية العربية التي ما لبثت أن سقطت عام 1920 تحت الانتداب الفرنسي. وفي عام 1923 وقعت تركيا معاهدة لوزان للسلام بينها وبين الحلفاء تتضمن ترسيم الحددود بين مناطق الأنتداب الخاضعة للحلفاء وبين أراضي الجمهورية التركية وتقرر ضم سهل حران ضمن أجزاء واسعة من شمال سوريا إلى الجمهورية التركية.

## السكان
جميع سكان سهل حران هم عرب مضرية وأكبرهم قبيلة قيس أو جيس ثم عدوان ثم النعيم، وسهل حران هو أحد أكبر مناطق تمركز العرب في تركيا، ولا يزال يتكلم أهله العربية، إذ أنه منطقة عربية مغلقة أو خالصة.

## الزراعة

الطماطم في سهل حران.

فقد قامت شركة الطون قايا التي اتخذت مقرا لها في غازي عنتاب بإنشاء بيوت زجاجية يتم تدفئتها بالمياه الجوفية الحارة حيث تنتج 4 الف طن من الطماطم سنويا. ويتم تصدير هذه الطماطم الطبيعية إلى الدول الاجنبية ويتم تلقيحها بأحد أنواع النحل (بامبوس) ولا تستعمل في زراعتها أي نوع من هورمونات أو مواد مضرة بالصحة. مساحة البيوت الزجاجية 100 دونم اقيمت قرب قرية قارا علي التابعة لقضاء حران في ولاية شانلي اورفة. وقد أدى انشائها إلى تشغيل عدد كبير من العاطلين عن العمل في المنطقة.